# Élections générales espagnoles de 2011 en Cantabrie
Les élections générales espagnoles de 2011 (en espagnol : Elecciones generales de España de 2011) se sont tenues le dimanche 20 novembre 2011 afin d'élire les 350 députés et 208 des 266 sénateurs de la Xe législature des Cortes Generales. 5 députés sont élus en Cantabrie.

## Résultats

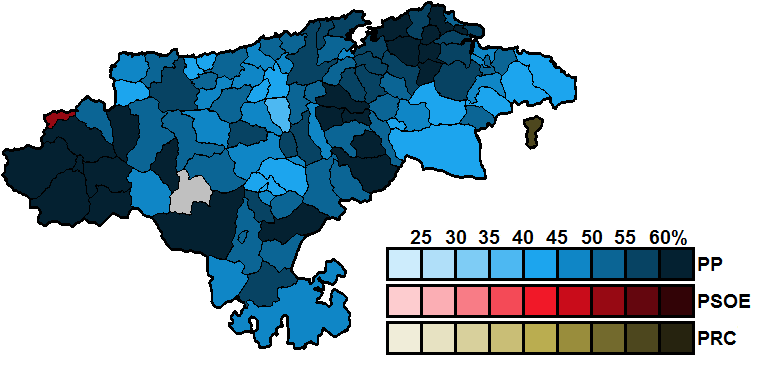
Résultats par commune.

| Parti                  | Parti                                                       | Voix    | %     | +/-   | Sièges | +/-           |
| ---------------------- | ----------------------------------------------------------- | ------- | ----- | ----- | ------ | ------------- |
|                        | Parti populaire (PP)                                        | 183 244 | 52,17 | 2,18  | 4      | 1             |
|                        | Parti socialiste ouvrier espagnol (PSOE)                    | 88 624  | 25,23 | 18,38 | 1      | 1             |
|                        | Parti régionaliste de Cantabrie (PRC)                       | 44 010  | 12,53 | Abs.  | 0      | en stagnation |
|                        | Union, progrès et démocratie (UPyD)                         | 12 614  | 3,59  | 2,21  | 0      | en stagnation |
|                        | Gauche plurielle (IU)                                       | 12 608  | 3,59  | 1,32  | 0      | en stagnation |
|                        | Equo                                                        | 2 482   | 0,71  | Nv.   | 0      | en stagnation |
|                        | Parti animaliste contre la maltraitance animale (PACMA)     | 1 232   | 0,35  | 0,16  | 0      | en stagnation |
|                        | Parti communiste des peuples d'Espagne (PCPE)               | 578     | 0,16  | 0,03  | 0      | en stagnation |
|                        | C’est assez - Groupe ouvert de partis politiques (Basta Ya) | 380     | 0,11  | Nv.   | 0      | en stagnation |
|                        | Gauche anticapitaliste (IA)                                 | 354     | 0,10  | Nv.   | 0      | en stagnation |
|                        | Autres partis                                               | 966     | 0,28  | -     | 0      | -             |
|                        | Vote blanc                                                  | 4 157   | 1,18  | 0,05  |        |               |
|                        |                                                             |         |       |       |        |               |
| Suffrages exprimés     | Suffrages exprimés                                          | 351 249 | 98,86 |       |        |               |
| Votes nuls             | Votes nuls                                                  | 4 040   | 1,14  |       |        |               |
| Total                  | Total                                                       | 355 289 | 100   | -     | 5      | en stagnation |
| Abstention             | Abstention                                                  | 141 194 | 28,44 |       |        |               |
| Inscrits/Participation | Inscrits/Participation                                      | 496 483 | 71,56 |       |        |               |